# Detlef Gruber
Detlef Gruber (* 15. Dezember 1952 in Scheifling; † 15. Juni 2025) war ein österreichischer Politiker (SPÖ). Er war von 2000 bis 2015 Abgeordneter zum Steiermärkischen Landtag.
Gruber war beruflich als Volksschuldirektor beschäftigt und politisch als SPÖ-Bezirksvorsitzender von Leibnitz sowie 30 Jahre lang als Bürgermeister von Retznei aktiv. Gruber vertrat die SPÖ von Jahr 2000 bis 2015 im Landtag und war dabei Bereichssprecher für Gemeinden im SPÖ-Landtagsklub.